# TimeShift
TimeShift là một game bắn súng góc nhìn thứ nhất được Saber Interactive phát triển và Vivendi Games phát hành cho Microsoft Windows, Xbox 360 và PlayStation 3. Game được phát triển bằng Saber3D Engine. Trò chơi được phát hành trên Xbox 360 và Windows vào ngày 30 tháng 10 năm 2007 tại Bắc Mỹ; Ngày 1 tháng 11 năm 2007 tại Úc; và ngày 2 tháng 11 năm 2007 tại châu Âu.

## Cốt truyện
Các nhà khoa học từ tương lai gần đã bắt đầu nghiên cứu tạo ra một cỗ máy thời gian khả thi. Dự án dẫn đến việc tạo ra hai thiết bị, Alpha Suit, một bộ đồ nhảy nguyên mẫu và Beta Suit, một mẫu quân sự, tiên tiến hơn với các tính năng mà Alpha Suit thiếu như khả năng chuyển đổi thời gian liên quan đến chiến đấu và trí thông minh nhân tạo tích hợp để ngăn chặn việc tạo ra nghịch lý tạm thời.
Giám đốc của dự án, Tiến sĩ Aiden Krone, lấy Alpha Suit và du hành về quá khứ. Khi ở đó, anh ta thay đổi dòng thời gian, đặt mình là người cai trị Krone Magistrate điều khiển một thế giới theo kiểu dystopia.
Nhân vật chính, một nhà khoa học đồng nghiệp giấu tên (ban đầu dự định được gọi là Michael Swift), lấy bộ Beta Suit và bám theo Tiến sĩ Krone trở lại năm 1939 trong một dòng thời gian thay thế đến một nơi gọi là Quận Alpha. Trong quá trình vận chuyển, các bộ phận của bộ đồ Beta bị hỏng ("tự động quay lại" cho phép hệ thống "checkpoint" và khả năng trở lại dòng thời gian ban đầu) buộc nhân vật chính phải hỗ trợ cuộc nổi dậy gọi là Occupant Rebellion chống đối Tiến sĩ Krone hy vọng cứu vãn từng bộ phận từ bộ đồ Alpha.
Anh ta phải đối mặt với Krone trong một cỗ máy chiến tranh khổng lồ gần như phá hủy cuộc nổi dậy Occupant Rebellion, nhưng anh ta đã thành công trong việc đánh bại Krone. Khi Krone mất năng lực xuất hiện từ đống đổ nát, nhân vật chính giết chết hắn và lấy phần cần thiết để sửa chữa bộ đồ Beta. Anh ta được chỉ huy của Occupant cảm ơn và quay lại dòng thời gian ban đầu để cứu bạn gái của mình thiệt mạng trong vụ nổ mà Krone đã gây ra. Anh ta vô hiệu hóa quả bom và đi đến chỗ bạn gái khi cô bắt đầu tỉnh dậy. Cô tiếp cận anh ta mặc dù không chắc anh ta là ai. Khi anh ta bắt đầu tháo mặt nạ, máy tính trong bộ đồ cảnh báo rằng một nghịch lý sắp xảy ra và chuyển anh ta đi.

## Lối chơi
Tính năng chính của TimeShift là khả năng kiểm soát thời gian của người chơi: làm chậm, dừng hoặc thậm chí tua lại thời gian ít nhiều tùy ý. Điều này cho phép người chơi dừng thời gian để né một viên đạn bắn tới tấp hoặc đánh cắp vũ khí của địch. Câu đố cụ thể liên quan đến thời gian cũng đòi hỏi những khả năng này. Các khả năng của người chơi cũng ảnh hưởng đến màu sắc của môi trường của họ trong đó làm chậm thời gian tạo ra hiện tượng dịch chuyển xanh, tua lại nó tạo ra một đám mây mù màu vàng và thời gian dừng lại tạo ra một "làn sương" màu trắng thấm vào. Người chơi phải sử dụng chúng một cách khôn ngoan để vượt qua quãng đường trong game. Trong một số phần của trò chơi, sức mạnh thời gian được kéo dài.

## Phát triển
Trò chơi ban đầu được phát hành bởi Atari, nhưng quyền phát hành đã chuyển sang Sierra vào ngày 20 tháng 4 năm 2006. Ngày 31 tháng 8 năm 2006, TimeShift đã bị trì hoãn lần thứ hai. Bởi vì game đã bị trì hoãn nhiều lần và không được nhắc đến nhiều trong các trang tin game, báo chí nghĩ rằng dự án đã bị hủy bỏ - sau đó được cho là do sự đón nhận rất tiêu cực của các bản demo năm 2006. Tuy nhiên, vào ngày 10 tháng 4 năm 2007, Vivendi Games thông báo rằng họ đã cho TimeShift một cuộc đại tu hoàn chỉnh và đang sửa nhiều lỗi.
Một trong những thay đổi là Michael Swift, nhân vật chính ban đầu của trò chơi, sẽ không xuất hiện trong game. Sau khi chỉnh trang lại game, Saber đã giới thiệu "bộ đồ" là thiết bị kiểm soát thời gian, khiến nhân vật chính ẩn danh. Saber nói rằng sự thay đổi này là để người chơi tưởng tượng rằng "bạn là nhân vật chính".
Ban đầu, TimeShift được công bố cho Windows và Xbox 360, nhưng tại Ngày Game thủ năm SCEA 2007, người ta đã thông báo rằng trò chơi cũng sẽ xuất hiện trên PlayStation 3. Tất cả các lần lặp lại của trò chơi được tân trang lại xuất hiện đúng giờ hoặc sớm, trên tất cả các hệ máy, toàn thế giới trong kỳ nghỉ năm 2007.

## Demo
Một phiên bản có thể chơi được của khái niệm ban đầu đã được phát hành trực tuyến cho PC và trong số ra tháng 5 năm 2006 của Tạp chí Official Xbox Magazine dành cho Xbox 360.
Bản demo một người chơi của trò chơi được tân trang lại cho Windows đã được phát hành vào ngày 11 tháng 10 năm 2007. Bản thử nghiệm chứa một cấp và bốn vũ khí từ trò chơi đầy đủ. Bản demo Xbox 360 cũng được phát hành trên Xbox Live. Bản demo cho PlayStation 3 đã được phát hành vào ngày 1 tháng 11 năm 2007.
Ngày 9 tháng 11 năm 2007, IGN đã công bố bản demo nhiều người chơi dự kiến sẽ được phát hành vào ngày 14 tháng 11 năm 2007 trên Xbox Live Marketplace. Nó đã được phát hành. Bản demo nhiều người chơi cho PlayStation 3 được phát hành vào ngày 6 tháng 12 năm 2007. Cả hai bản demo và phần chơi đơn này đều được kết hợp vào thời điểm đó. Do đó, bản demo chạy ở cả phần chơi đơn và chơi mạng.

## Đón nhận
TimeShift đã nhận được nhiều ý kiến trái chiều. Phiên bản PC nhận được 71/100 điểm trên Metacritic và 72.20% điểm trên GameRankings. Cả hai phiên bản Xbox 360 và PS3 đều đạt 70/100 điểm trên Metacritic và số điểm 70.63% và 70.19% trên GameRankings.